# Europaspiele 2023/Teilnehmer (San Marino)
| Gelbes Symbol für Goldmedaillen mit stilisierten Olympischen Ringen | Graues Symbol für Silbermedaillen mit stilisierten Olympischen Ringen | Braundes Symbol für Bronzemedaillen mit stilisierten Olympischen Ringen |
| ------------------------------------------------------------------- | --------------------------------------------------------------------- | ----------------------------------------------------------------------- |
| —                                                                   | —                                                                     | —                                                                       |

San Marino nahm an den Europaspielen 2023 in Krakau mit 32 Athleten (17 Männer, 15 Frauen) teil.

## Teilnehmer nach Sportarten

### Leichtathletik
| Team       | Wettbewerb  | Wettbewerb | Punkte | Punkte | Punkte | Punkte | Punkte | Punkte | Punkte     | Punkte    | Punkte    | Punkte      | Punkte           | Punkte      | Punkte    | Punkte     | Punkte     | Punkte         | Punkte     | Punkte     | Punkte     | Punkte | Rang |
| Team       | Wettbewerb  | Wettbewerb | 100 m  | 200 m  | 400 m  | 800 m  | 1500 m | 5000 m | 110 m Hü.* | 400 m Hü. | 4 × 100 m | 4 × 400 m** | 3000 m Hindernis | Kugelstoßen | Speerwurf | Hammerwurf | Diskuswurf | Stabhochsprung | Hochsprung | Dreisprung | Weitsprung | Gesamt | Rang |
| ---------- | ----------- | ---------- | ------ | ------ | ------ | ------ | ------ | ------ | ---------- | --------- | --------- | ----------- | ---------------- | ----------- | --------- | ---------- | ---------- | -------------- | ---------- | ---------- | ---------- | ------ | ---- |
| San Marino | 3. Division | Männer     | 13     | 10     | 7      | 4      | 6      | 6      | 6          | 13        | 7         | 2           | 3                | 2           | 6         | —          | 2          | —              | 0          | 4          | 3          | 192    | 12   |
| San Marino | 3. Division | Frauen     | 14     | 13     | 1      | 2      | 1      | 3      | 6          | 6         | 0         | 2           | 4                | 5           | 8         | —          | 3          | 11             | 8          | 5          | 8          | 192    | 12   |

* Die Frauen traten über 100 m Hürden, statt 110 m Hürden an.
** Die 4 × 400 m waren ein Mixed-Wettkampf.

#### Einzelresultate
| Wettbewerb       | Männer                                                               | Männer          | Männer      | Männer      | Frauen                                                            | Frauen          | Frauen         | Frauen         |
| Wettbewerb       | Athlet                                                               | Ergebnis        | Rang        | Rang Gesamt | Athletin                                                          | Ergebnis        | Rang           | Rang Gesamt    |
| ---------------- | -------------------------------------------------------------------- | --------------- | ----------- | ----------- | ----------------------------------------------------------------- | --------------- | -------------- | -------------- |
| 100 m            | Francesco Sansovini                                                  | 10,52 s         | 03          | 24          | Alessandra Gasparelli                                             | 11,65 s         | 02             | 24             |
| 200 m            | Alessandro Gasperoni                                                 | 21,57 s PB      | 06          | 35          | Alessandra Gasparelli                                             | 24,30 s NR      | 03             | 34             |
| 400 m            | Alessandro Gasperoni                                                 | 48,68 s         | 09          | 41          | Sofia Bucci                                                       | 1:00,69 min =SB | 15             | 46             |
| 800 m            | Probo Benvenuti                                                      | 2:02,52 min SB  | 12          | 44          | Anita Bernardini                                                  | 2:52,35 min SB  | 14             | 46             |
| 1500 m           | Lorenzo Bugli                                                        | 4:13,55 min SB  | 10          | 42          | Anita Bernardini                                                  | 6:14,60 min SB  | 15             | 47             |
| 5000 m           | Lorenzo Bugli                                                        | 16:01,08 min PB | 10          | 41          | Chiara Guiducci                                                   | 21:01,00 min SB | 13             | 45             |
| 110/100 m Hürden | Simone Gorini                                                        | 19,23 s PB      | 10          | 41          | Letizia Casadei Valentini                                         | 16,93 s PB      | 10             | 40             |
| 400 m Hürden     | Andrea Ercolani Volta                                                | 52,19 m         | 03          | 26          | Chiara Casadei                                                    | 1:13,58 min     | 10             | 40             |
| 3000 m Hindernis | Tommaso Casadei                                                      | 12:14,01 min SB | 13          | 44          | Anna Viserbi                                                      | 15:10,98 min NR | 12             | 42             |
| 4 × 100 m        | Davide Davosi Probo Benvenuti Santos Nicolas Bollini Matias Francini | 42,92 s SB      | 09          | 35          | Martina Muraccini Sofia Bucci Emma Corbelli Alessandra Gasparelli | DSQ             | DSQ            | DSQ            |
| Kugelstoßen      | Matteo Forcellini                                                    | 8,94 m SB       | 14          | 46          | Giorgia Cesarini                                                  | 7,65 m PB       | 11             | 43             |
| Speerwurf        | Matteo Forcellini                                                    | 42,81 m SB      | 10          | 42          | Giorgia Cesarini                                                  | 29,64 m SB      | 8              | 40             |
| Hammerwurf       | Kein Athlet                                                          | Kein Athlet     | Kein Athlet | Kein Athlet | Keine Athletin                                                    | Keine Athletin  | Keine Athletin | Keine Athletin |
| Diskuswurf       | Simone Gorini                                                        | 20,99 m SB      | 14          | 45          | Letizia Casadei Valentini                                         | 14,94 m SB      | 13             | 45             |
| Stabhochsprung   | Kein Athlet                                                          | Kein Athlet     | Kein Athlet | Kein Athlet | Martina Muraccini                                                 | 3,35 m          | 05             | 30             |
| Hochsprung       | Eugenio Rossi                                                        | NM              | NM          | NM          | Lucia Casali                                                      | 1,55 m SB       | 08             | 40             |
| Dreisprung       | Davide Davosi                                                        | 12,72 m SB      | 12          | 44          | Alessia Selva                                                     | 10,47 m         | 11             | 41             |
| Weitsprung       | Davide Davosi                                                        | 5,57 m SB       | 13          | 43          | Emma Corbelli                                                     | 5,32 m SB       | 08             | 39             |

| Wettbewerb | Mixed                                                                 | Mixed          | Mixed | Mixed       |
| Wettbewerb | Athleten                                                              | Ergebnis       | Rang  | Rang Gesamt |
| ---------- | --------------------------------------------------------------------- | -------------- | ----- | ----------- |
| 4 × 400 m  | Andrea Ercolani Volta Sofia Bucci Alessandro Gasperoni Chiara Casadei | 3:43,50 min SB | 14    | 46          |

Ersatz: Noemi Cola, Rebecca Guidi, Francesco Molinari

### Padel
| Athleten                           | Wettbewerb | 1. Runde                        | 1. Runde | Achtelfinale  | Achtelfinale  | Viertelfinale | Viertelfinale | Halbfinale    | Halbfinale    | Finale        | Finale        | Rang |
| Athleten                           | Wettbewerb | Gegner                          | Ergebnis | Gegner        | Ergebnis      | Gegner        | Ergebnis      | Gegner        | Ergebnis      | Gegner        | Ergebnis      | Rang |
| ---------------------------------- | ---------- | ------------------------------- | -------- | ------------- | ------------- | ------------- | ------------- | ------------- | ------------- | ------------- | ------------- | ---- |
| Männer                             |            |                                 |          |               |               |               |               |               |               |               |               |      |
| William Forcellini Edoardo Berardi | Doppel     | Mateusz Lipiński / Maciej Naduk | 0:2      | ausgeschieden | ausgeschieden | ausgeschieden | ausgeschieden | ausgeschieden | ausgeschieden | ausgeschieden | ausgeschieden | 17   |

### Schießen
| Athleten                            | Wettbewerb      | Qualifikation   | Qualifikation | Finale          | Finale        | Rang |
| Athleten                            | Wettbewerb      | Ringe/ Scheiben | Rang          | Ringe/ Scheiben | Rang          | Rang |
| ----------------------------------- | --------------- | --------------- | ------------- | --------------- | ------------- | ---- |
| Frauen                              |                 |                 |               |                 |               |      |
| Alessandra Perilli                  | Trap            | 120             | 2             | ausgeschieden   | ausgeschieden | 5    |
| Männer                              |                 |                 |               |                 |               |      |
| Gian Marco Berti                    | Trap            | 113             | 30            | ausgeschieden   | ausgeschieden | 30   |
| Mixed                               |                 |                 |               |                 |               |      |
| Gian Marco Berti Alessandra Perilli | Trap Mannschaft | 139             | 12            | ausgeschieden   | ausgeschieden | 12   |

### Tischtennis
| Athleten          | Wettbewerb | 1. Runde   | 1. Runde | 2. Runde      | 2. Runde      | 3. Runde      | 3. Runde      | Achtelfinale  | Achtelfinale  | Viertelfinale | Viertelfinale | Halbfinale    | Halbfinale    | Finale        | Finale        | Rang |
| Athleten          | Wettbewerb | Gegner     | Erg.     | Gegner        | Erg.          | Gegner        | Erg.          | Gegner        | Erg.          | Gegner        | Erg.          | Gegner        | Erg.          | Gegner        | Erg.          | Rang |
| ----------------- | ---------- | ---------- | -------- | ------------- | ------------- | ------------- | ------------- | ------------- | ------------- | ------------- | ------------- | ------------- | ------------- | ------------- | ------------- | ---- |
| Männer            |            |            |          |               |               |               |               |               |               |               |               |               |               |               |               |      |
| Mattias Mongiusti | Einzel     | Zsolt Peto | 1:4      | ausgeschieden | ausgeschieden | ausgeschieden | ausgeschieden | ausgeschieden | ausgeschieden | ausgeschieden | ausgeschieden | ausgeschieden | ausgeschieden | ausgeschieden | ausgeschieden | 65   |